# Edy de Wilde

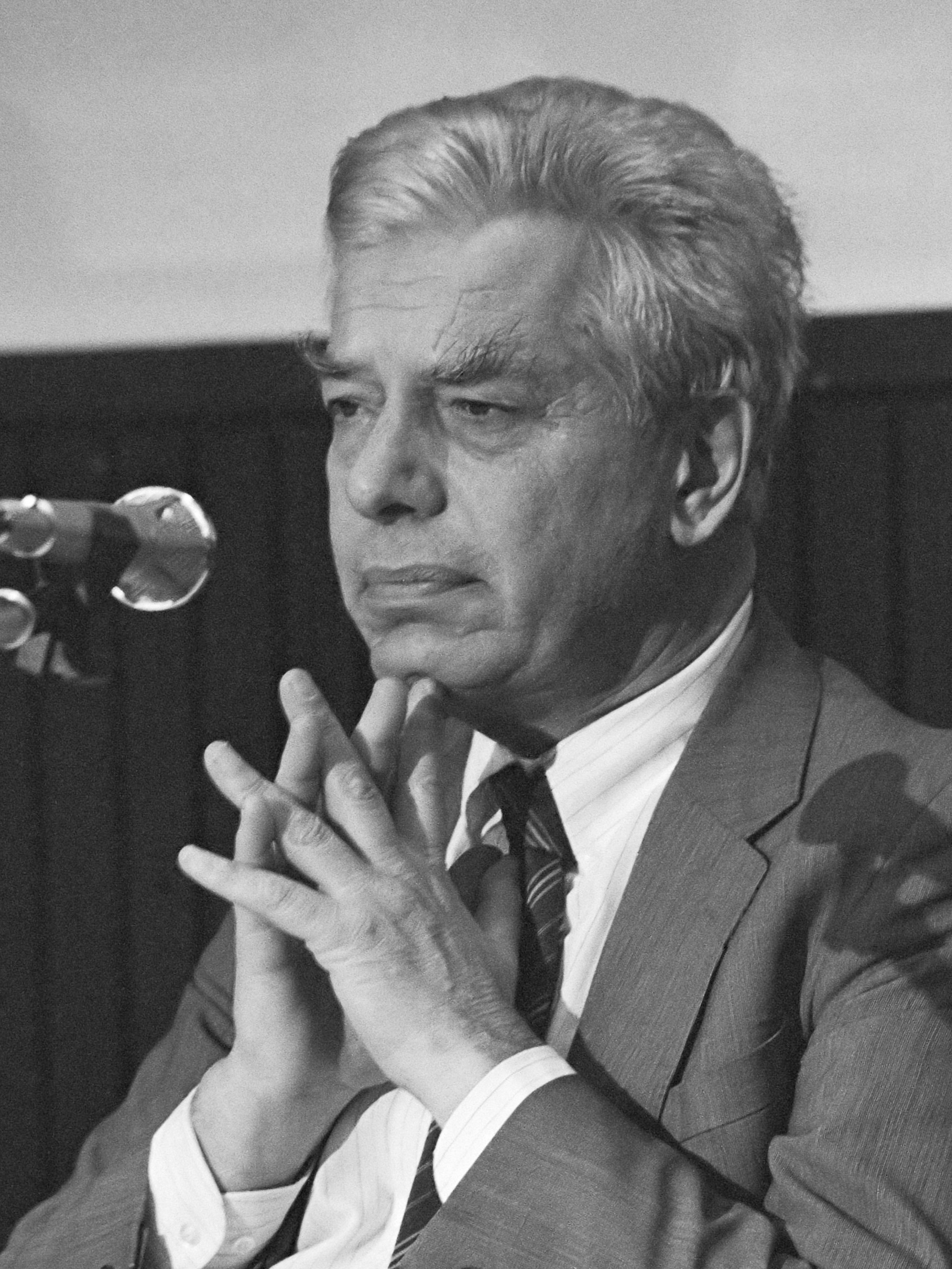
Edy de Wilde (1984)

Edy de Wilde, eigentlich Eduard Leo Louis de Wilde, (* 3. Dezember 1919 in Nijmegen; † 19. November 2005 in Amsterdam) war ein niederländischer Museumsleiter und Kurator, Ausstellungsmacher und Kunstsammler.

## Leben
De Wilde studierte zunächst in seiner Heimatstadt Rechtswissenschaft. Nach dem
Zweiten Weltkrieg macht er sein Hobby, die Bildende Kunst, zum Beruf: Zunächst inventarisierte er im Auftrag des niederländischen Staates sogenannte „Beutekunst“, den Bestand der von den Nationalsozialisten aus niederländischen Museen, Schlössern und Privatsammlungen erbeuteten Kunstwerke.
Mit nur 26 Jahren wurde er neuer Direktor des Van Abbemuseums in Eindhoven, dessen Leiter er bis 1963 blieb. In dieser Zeit baute er die eher bescheidene Kunstsammlung dieses Instituts mit steigendem Budget zu einer der bedeutendsten in den Niederlanden aus. Er erwarb vor allem Vertreter der École de Paris und des Expressionismus, später auch Werke von Pablo Picasso und Georges Braque, die er beide persönlich kannte. Für internationale Schlagzeilen sorgte de Wilde, als er 1954 für die damals horrende Summe von 114.000 Gulden einen frühen Picasso, Die Frau in Grün, für das Museum ankaufte.
Von 1963 bis 1985 war de Wilde Direktor des Stedelijk Museums in Amsterdam. In dieser Zeit versuchte er, die moderne Kunst einem breiteren Publikum zugänglich zu machen und auch aktuelle Entwicklungen wie Design, Fotografie und Videokunst in den Museumsbestand zu integrieren. Kritiker warfen ihm vor, sich dabei ausschließlich von persönlichen Vorlieben leiten zu lassen und ihm nicht genehme Kunstströmungen wie Arte Povera, Minimalismus, Konzeptkunst und Performance zu ignorieren. de Wilde kuratierte die Pop-Art-Ausstellung von 1964 und die große Picasso-Ausstellung von 1967. Seine Abschiedsausstellung im Stedelijk Museum 1984 unter dem Titel La Grande Parade sahen 400.000 Besucher, damals niederländischer Rekord. Im Untertitel hieß die Ausstellung Höhepunkte der Malerei seit 1940 und zeigte das Beziehungsgeflecht von Nachkriegskunst und klassischer Moderne.
Gemeinsam mit Harald Szeemann sollte er die Documenta 8 von 1987 leiten. Aufgrund inhaltlicher Differenzen zwischen beiden scheiterte das Duo und Manfred Schneckenburger sprang als Ersatz ein.
Bis zuletzt war de Wilde aktives Mitglied in Beratergremien für international renommierte Museen wie das Museum of Modern Art (MoMa) in New York City und das Museum Reina Sofia in Madrid. Das Van Abbemuseum in Eindhoven widmete ihm anlässlich seines Todes eine kleine Erinnerungsausstellung.